# Editorial Labor
Editorial Labor és una editorial fundada a Barcelona el 1915 per Georg Willy Pfleger i Josep Fornés i Vila, i que va estar vigent fins a la seva desaparició, el 1996.
L'editorial Labor, constituïda oficialment el 16 d'abril de 1915 per l'editor Georg Wilhelm Pfleger, de Leipzig (Alemanya), i el doctor Josep Fornés i Vila, de Barcelona, va tenir com a objectiu i es va dedicar preferentment a posar a l'abast d'un gran públic obres científiques, tècniques i de divulgació, relacionades amb la medicina, l'odontologia o la farmàcia, però també amb l'enginyeria o el comerç. Vers el 1920 s'expandí a l'Amèrica Llatina. La “Biblioteca de Iniciación Cultural”, de manuals bàsics, és la que li va conferir més nomenada. La nova empresa va aplicar per primera vegada a Espanya la venda de llibres a terminis, que després es generalitzaria, i que a l'editorial li va donar molt bons resultats, amb la venda de llibres i col·leccions a través d'aquest procediment. Així va ocórrer amb la Història d'Espanya, dirigida per Manuel Tuñón de Lara, entre d'altres. Labor va diversificar l'especialització en diccionaris i enciclopèdies cap a altres camps culturals i esdevingué, fins a la seva desaparició, l'any 1996, un important grup d'empreses d'edicions i distribució en llengua castellana.